# Phyllocnistis diplomochla
Phyllocnistis diplomochla là một loài bướm đêm thuộc họ Gracillariidae. Nó được tìm thấy ở Queensland.